# Tomasz Kizny
Tomasz Kizny (ur. 18 lipca 1958 we Wrocławiu) – polski fotograf i dziennikarz podejmujący tematy dotyczące zbrodni sowieckiego komunizmu i ich miejsca w historycznej świadomości Europy. W swojej pracy porusza zagadnienia potencjału fotografii, zarówno archiwalnej, jak wykonanej współcześnie w miejscach zbrodni, do przekazania istotnego komunikatu emocjonalnego i informacyjnego dla współczesnego widza oraz budowania pamięci zbiorowej.

## Życiorys
W latach 1974–1981 związany z ruchem kontestacji i kontrkultury, w 1976 roku ukończył IX liceum ogólnokształcące we Wrocławiu. Współzałożyciel i fotoreporter Niezależnej Agencji Fotograficznej Dementi, która w latach 1982-1989, działając w konspiracji dokumentowała ruch opozycji demokratycznej i opór społeczny w Polsce, a następnie upadek systemu komunistycznego w Europie Środkowo-Wschodniej. Kurator i współautor wystaw fotograficznych prezentowanych w kościołach i mieszkaniach prywatnych w ramach niezależnego obiegu kultury w Polsce (1983-1989). Współpracownik kwartalnika historycznego KARTA (1991-1999) i Magazynu "Gazety Wyborczej" (1993-2003), od 2004 autor niezależny.
Członek Stowarzyszenia Dziennikarzy Polskich (od 1990), Związku Polskich Artystów Fotografików (od 1992), stypendysta Wissenschaftskolleg zu Berlin (The Institute for Advanced Study in Berlin) (2006-2007).

## Ważniejsze projekty fotograficzne
1986-2003 Gułag. Obraz Systemu, długoterminowy projekt dokumentalny poświęcony systemowi obozów pracy przymusowej w ZSRR, próba przywołania fotograficznego obrazu Archipelagu Gułag (A. Sołżenicyn) przez dokumentację zdjęciową śladów Gułagu zachowanych w post-sowieckim pejzażu Rosji oraz szeroko zakrojonych kwerend zdjęć historycznych w rosyjskich archiwach i zbiorach prywatnych. Współpraca: Centrum Naukowe i Informacyjne Stowarzyszenia Memoriał w Petersburgu, Ośrodek KARTA w Warszawie.
1994 Wyrok, seria fotografii śpiących pasażerów moskiewskiego metra w 1994 roku w zestawieniu z sygnalistycznymi zdjęciami ofiar terroru stalinowskiego wykonanymi przed egzekucją w więzieniach NKWD w Moskwie w latach 30. XX-wieku. Współpraca: Stowarzyszenie Memoriał, Instytut na rzecz Demokracji w Europie Wschodniej (IDEE).  
1998-2002 Pasażerowie, serie fotografii portretowych pasażerów metra w Moskwie, Warszawie, Berlinie, Paryżu i Nowym Jorku. Intencją projektu było stworzenie znaczącej w perspektywie historycznej galerii portretów (ponad 1000 zdjęć) na przełomie wieków.

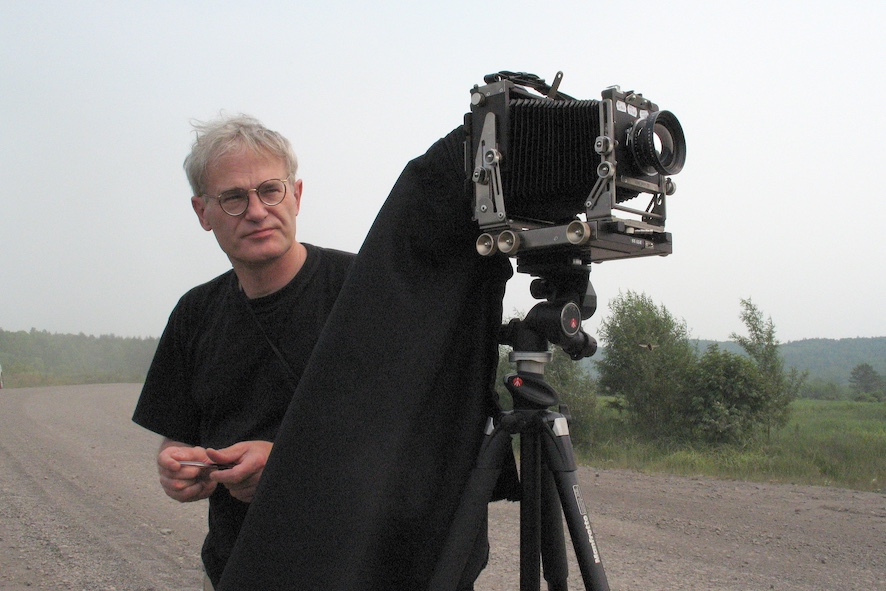
Tomasz Kizny, Sachalin 2008

2008-2011 Wielki Terror, projekt poświęcony pamięci ofiar apogeum represji stalinowskich w latach 1937-1938 zrealizowany w Federacji Rosyjskiej, Ukrainie i Białorusi. Na projekt składa się ok. 1300 sygnalitycznych zdjęć ofiar wykonanych przed egzekucją w więzieniach NKWD, skopiowanych z Centralnego Archiwum Federalnej Służby Bezpieczeństwa Federacji Rosyjskiej (CA FSB RF) i Państwowego Archiwum Federacji Rosyjskiej (GARF) oraz współczesnych fotografii wybranych 40 miejsc egzekucji i zbiorowych grobów na terytorium byłego ZSRR: w europejskiej części Federacji Rosyjskiej, na Syberii i Dalekim Wschodzie, w Republice Komi, Republice Karelii, na Białorusi i w Ukrainie; a także kilkudziesięciu fotograficznych portretów i wywiadów wideo ze świadkami, w większości dziećmi zamordowanych. Współpraca: Dominique Roynette, Stowarzyszenie Memoriał, Wissenschaftskolleg zu Berlin, Bundesstiftung zur Aufarbeitung der SED-Diktatur i Gerda Henkel Stiftung.

## Ważniejsze publikacje
Indywidualne
- Album GUŁAG, współpraca Dominique Roynette, wstęp: Norman Davies, Siergiej Kowalow, Jorge Semprun (Editions Balland / Acropol, Paryż 2003; Bruno Mondadori, Mediolan 2004; Galaxia Gutenberg, Barcelona 2004; Hamburger Edition, Hamburg 2004; Firefly Books, Ontario-Nowy Jork, 2004; ROSSPEN, Moskwa, 2007; IPN / Fundacja Picture Doc, Warszawa 2015).
- Album Wielki Terror 1937-1938, współpraca Dominique Roynette, wstęp: Sylvie Kauffmann(inne języki), Arsenij Roginski, Nicolas Werth (Editions Noir sur Blanc, Lozanna, 2013; AGORA SA / Narodowe Centrum Kultury / Bellona, Warszawa, 2013; Fundacja Dmitrija Zimina / Muzeum Historii Gułagu, Moskwa 2019).
- Album Pasażerowie, wstęp prof. Luca Guliani(inne języki) (Wissenschaftskolleg zu Berlin. Institute for Advanced Study, Berlin 2008).
- Album Anka, fotografie teatralne Anny Łoś i zdjęcia z prywatnego archiwum Tomasza Kizny, koncepcja i opracowanie: Tomasz Kizny (Muzeum Teatru im. Henryka Tomaszewskiego we Wrocławiu Oddział Muzeum Miejskiego Wrocławia, Wrocław 2019).

W albumach zbiorowych (wybór)
- So many Worlds. A Photographic Record o Our Times., red.: D. Bachmann, D. Schwartz, Thames & Hudson, London 1996

- Fotografie Gazety Wyborczej, AGORA, Warszawa, edycje: 1996, 1997, 1998

- Odległa Rosja, A. Bujak, J. Fogler, T. Kizny, wstęp: Zbigniew Brzeziński, Wyd. Artystyczne i Filmowe, Warszawa 2001

- Teatr Ósmego Dnia, red.: A. Knyt, K. Madoń-Mitzner, P. Skorupska, Ośrodek KARTA / Dom Spotkań z Historią / AGORA, Warszawa 2009

- Images of Conviction. The Construction of Visual Evidence., red.: D. Dufour, E. Hanmer, X Barral, LE BAL / Editions Xavier Barral, Paryż 2015

## Wystawy indywidualne (wybór)
Wielki Terror 1937-1938 współpraca Dominique Roynette:
- 2013 Centrum Artystyczne Fabryka Trzciny Warszawa, Galeria Miasto Ogrodów Katowice, Muzeum Narodowe Kielce, Biała Synagoga Sejny, Muzeum Sybiru Białystok
- 2013 w ramach festiwali fotograficznych: ImageSingulières w Sète i La Nuit des Images w Musée de l'Elysée, Lozanna
- 2014 Galeria FOTO DOC, Muzeum i Centrum Społeczne im. Andrieja Sacharowa, Moskwa
- 2015 Haus der Brandenburgisch-Preußischen Geschichte, Poczdam;
- 2015 Galeria Le Bal, Paryż
- 2016 Landskrona Foto Festival, Landskrona, Szwecja;
- 2017 Miejsce Pamięci Andreasstrasse, Erfurt;
- 2019 Festival International du Film d’Histoire, Pessac, Francja.

Gułag współpraca Dominique Roynette
- 2004 Espace St. Remi, Bordeaux
- 2005 Libera Università di Bolzano, Bolzano
- 2016 Centrum Kongresowe Hali Stulecia, Wrocław

Pasażerowie
- 2001 Zachęta Narodowa Galeria Sztuki, Warszawa
- 2000-2002 wystawy w przestrzeni miejskiej: Wrocław, Darmstadt, Berlin, Löbau
- 2008 Wissenschaftskolleg zu Berlin. Institute for Advanced Study, Berlin

Czas Imperium wystawa podsumowująca projekt Gułag. Obraz systemu
- 1997 Zachęta Narodowa Galeria Sztuki, Warszawa
- 1999 Open Society Institute, Budapeszt

Wyrok instalacja fotograficzna prezentująca projekt Wyrok
- 1995 Zachęta Narodowa Galeria Sztuki, w ramach wystawy Gdzie jest Twój brat – Abel?
- 1997 Muzeum Narodowe, Wrocław

w ramach wystawy After The Wall. Art and Culture in Post-Communist Europe:
- 1999 Muzeum sztuki współczesnej Moderna Museet, Sztokholm
- 2000 Muzeum sztuki współczesnej Ludwig Museum, Budapeszt
- 2000/2001 Hamburger Bahnhof – Nationalgalerie der Gegenwart, Berlin

Martwa Droga współczesne fotografie pozostałości obozów i linii kolejowej budowanej przez więźniów Gułagu na wysokości kręgu polarnego w latach 1949-1953 w zestawieniu ze zdjęciami historycznymi.
- 1991 Zachęta Narodowa Galeria Sztuki, Warszawa
- 1992 Galerie Sztuki BWA: Wrocław, Łódź, Bielsko Biała, Słupsk
- 1993 Instytut Polski i Muzeum im. gen. Sikorskiego, Londyn
- 1994 IV Międzynarodowe Triennale Sztuki Majdanek (wystawa towarzysząca), siedziba Teatru NN, Lublin

Ocaleni z GUŁagu wystawa fotografii kompleksu łagrów w rejonie Workuty wykonanych przez polskich więźniów po zwolnieniu z obozów w latach 1955-1956.
- 1989 Galeria Związku Polskich Artystów Fotografików Stara Galeria, Warszawa
- 1990 Muzeum Narodowe Wrocław
- 1994 IV Międzynarodowe Triennale Sztuki Majdanek (wystawa towarzysząca), Państwowe Muzeum na Majdanku

## Udział w wystawach (wybór)
Paysages de mémoire (Krajobrazy pamięci)
- 2021 Uniwersytet Sorbona, Paryż

Le Goulag
- 2020 Musée de la Résistance, Limoges, Francja

IMAGES À CHARGE. La Construction de la Preuve par l'Image IMAGES OF CONVICTION. The construction of visual evidence
- 2015 Galleria Le Bal, Paryż

- 2016 The Photographers Gallery, London
- 2016 The Netherlands Fotomuseum, Rotterdam

Dementi. Niezależna Agencja Fotograficzna 1982-1991 (retrospektywna wystawa agencji)
- 2007 Wrocław, Rynek, w przestrzeni miejskiej

- 2008 Muzeum i Centrum Społeczne im. Andrieja Sacharowa, Moskwa

Warszawa – Moskwa. Moskwa – Warszawa 1900-2000
- 2004 Zachęta Narodowa Galeria Sztuki, Warszawa
- 2005 Państwowa Galeria Trietiakowska, Moskwa

Wokół dekady. Fotografia polska lat 90.
- 2002 Muzeum Sztuki w Łodzi, Muzeum Narodowe we Wrocławiu

Der Geduldige Planet. Eine Weltgesichte in 255 Fotografien. 1941-1995 (Cierpliwa Planeta. Historia świata na 255 fotografiach. 1941-1955)
- 1995 Museum für Kunst und Gewerbe, Hamburg
- 1997 Galeria Sztuki Współczesnej „Bunkier Sztuki”, Kraków
- 1998 Künstlerhaus Mousonturm, Frankfurt
- 1998 The National Museum of Photography, Bradford
- 1998 The Gallery Mánes, Praga
- 1999 The Auckland Art Gallery, Auckland, Nowa Zelandia
- 2001 The Akita Museum of Modern Art, Akita, Japonia
- 2002 The Taipei Fine Art Museum, Tajpej

L'Anné de l'Est. Un Air de Liberté
- 1990 Musée de l'Elysée, Lozanna

Foto's uit Oost-Europa
- 1990 Beurs van Berlage, Amsterdam

## Nagrody i odznaczenia
- 2008 Krzyż Kawalerski Orderu Odrodzenia Polski
- 1997 nagroda Związku Polskich Artystów Fotografików za zasługi dla rozwoju fotografii polskiej
- 1990 Nagroda Artystyczna Młodych im. St. Wyspiańskiego przyznana przez URM RP
- 1990 Nagroda Niezależnej Fundacji Popierania Kultury Polskiej POL-CUL
- 1988 Nagroda dla Dziennikarzy Niezależnych im. Eugeniusza Lokajskiego przyznana przez Stowarzyszenie Dziennikarzy Polskich